# Stephanoberycidae
Stephanoberycidae (Doornvissen) zijn een familie van straalvinnige vissen uit de orde van Doornvissen (Stephanoberyciformes).

## Geslachten
- Abyssoberyx Merrett & Moore, 2005
- Acanthochaenus Gill, 1884
- Malacosarcus Günther, 1887
- Stephanoberyx Gill, 1883